# Josep Pascó

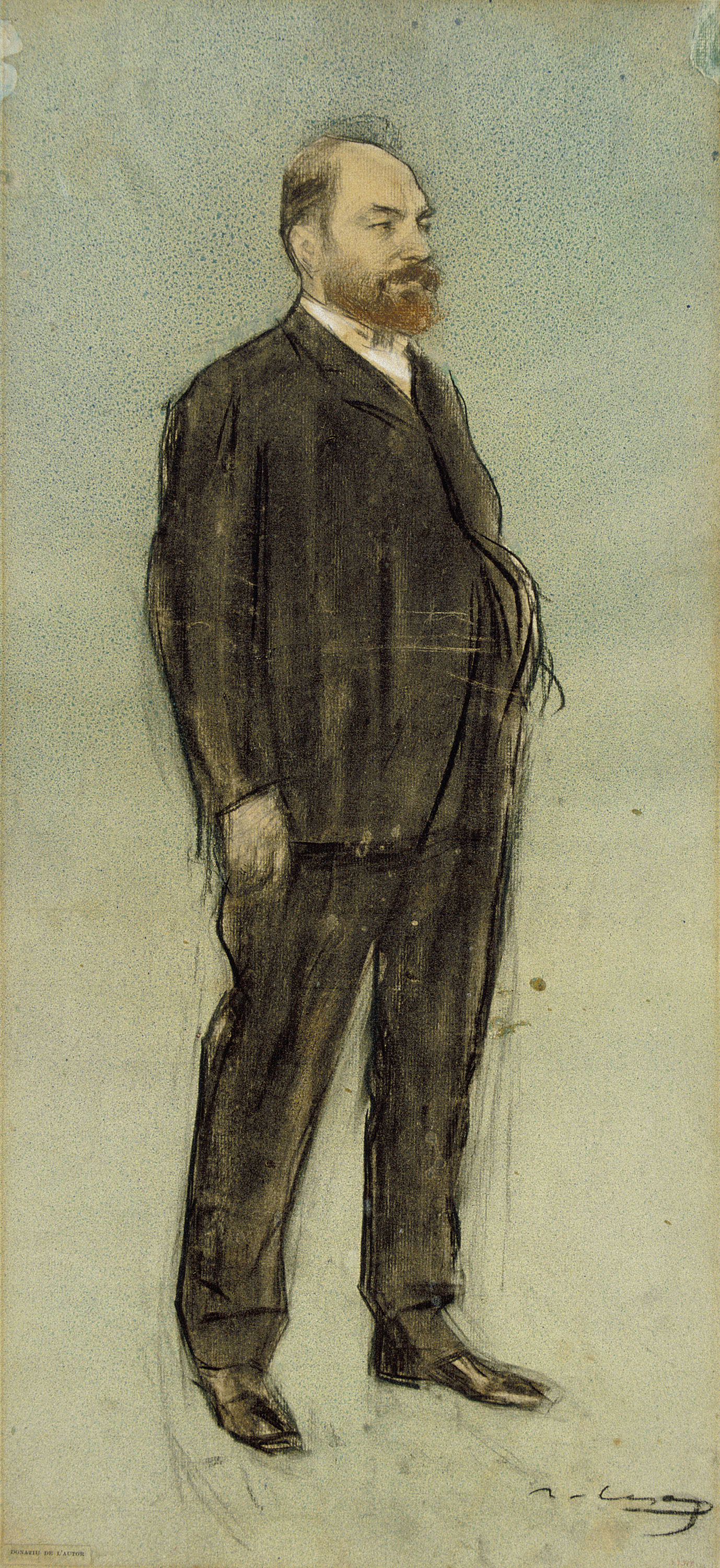
Josep Pascó, Ramon Casas (MNAC).

Josep Pascó i Mensa (1855, Sant Feliu de Llobregat - 1910, Barcelona) byl katalánský malíř, ilustrátor a dekoratér. Byl jedním z učitelů Joana Miróa.

## Život
Začínal jako průmyslový malíř, ale brzy se rozhodl pro uměleckou malbu. Studoval na Escuela de la Llotja u Simóna Gómeze a také navštěvoval ateliér Josepa Planelly. Nějakou dobu se věnoval krajinářství, ale posléze přešel k ilustracím knih a divadelním dekoracím.
V roce 1887 odešel do Madridu, kde pracoval pro Teatro Real a poté jako dekoratér divadla prince Alfonsa. V roce 1896 odejel do Mexika, kde tvořil dekorace pro Gran Teatro Nacional a po návratu do Španělska se věnoval ilustrování.
Působil především v Arte y Letras a La Ilustración Catalana, kde měl pseudonym Brisa. V této době pracoval také na výzdobě Ramón Casas v Barceloně.
Byl profesorem na Escuela Superior de Artes e Industrias v Barceloně a uměleckým ředitelem časopisu Hispania.